# Zhoukou

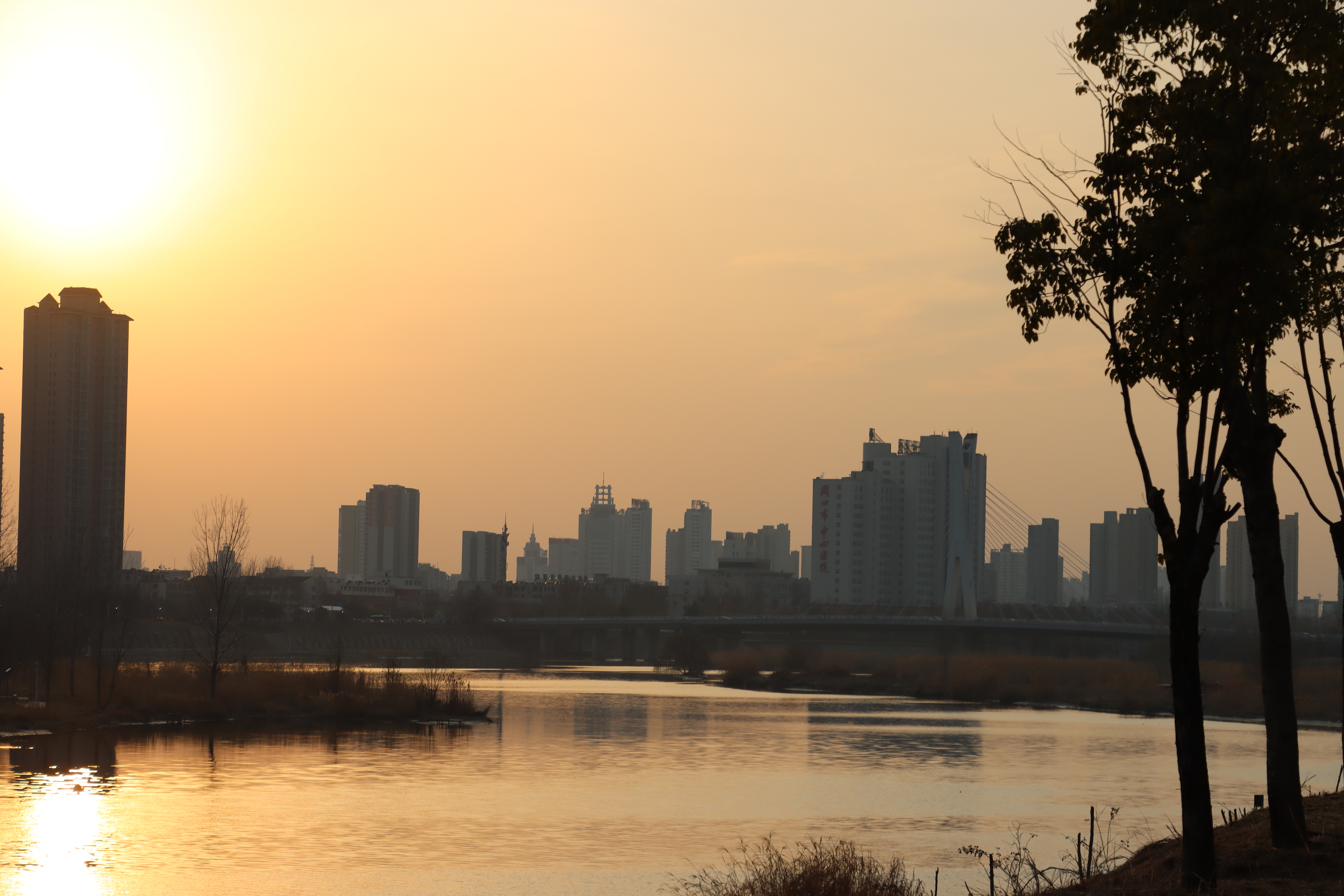
Ponte da Estrada Daqing no distrito de Chuanhui sob o pôr do sol

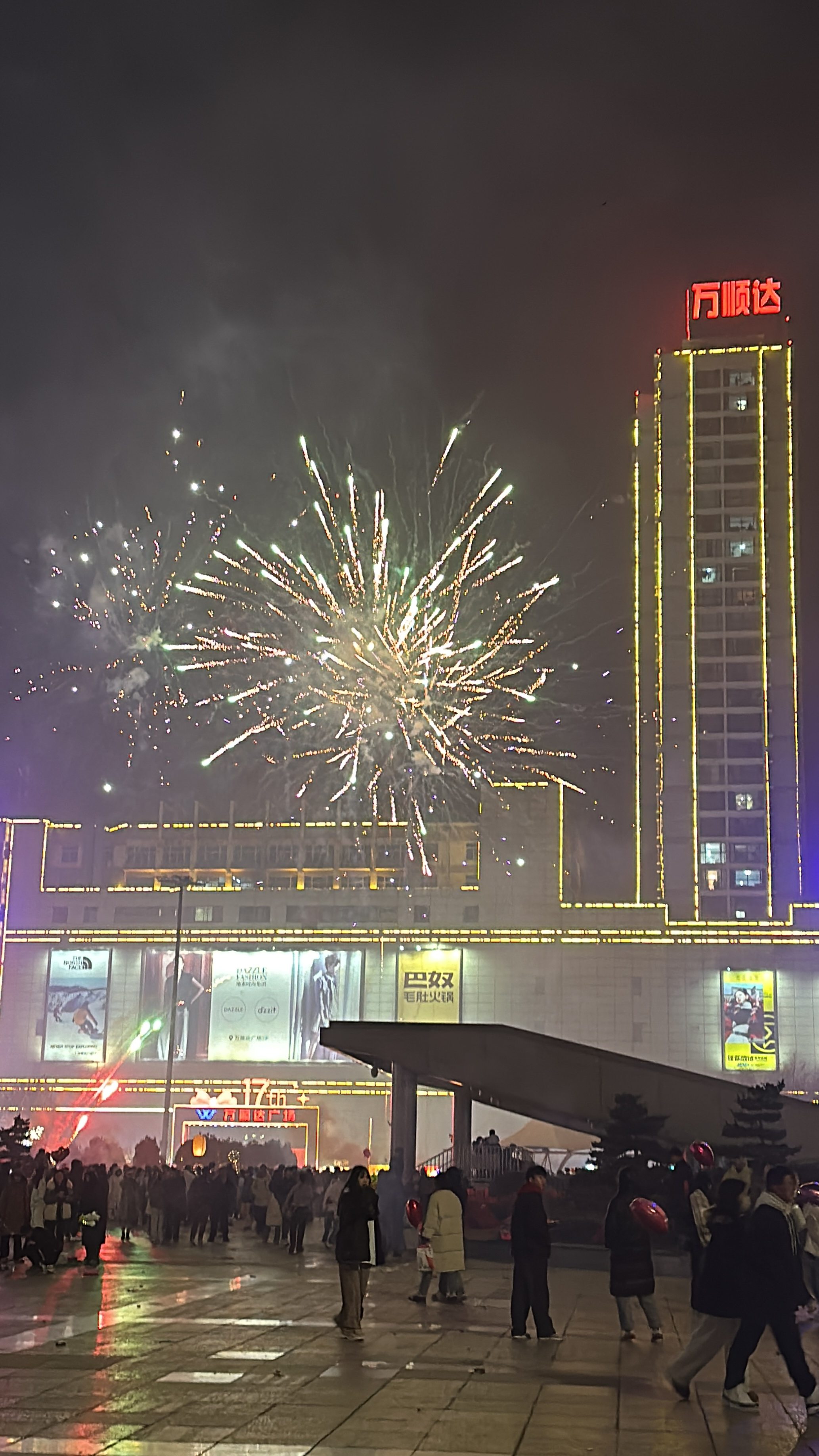
Zhoukou na véspera de Ano Novo

Zhoukou (em chinês: 周口 ; romanizado: Chowkow) é uma cidade de nível de prefeitura na província de Honã, no leste da China. No censo de 2020, sua população era de 9.026.015 habitantes. No entanto, segundo estimativas de 2018, 1.601.300 pessoas viviam na área urbana (ou metropolitana) composta pelo distrito de Chuanhui e pela parte norte do condado de Shangshui. 
A rica história e as vantagens geográficas de Zhoukou fizeram dela uma cidade única. Como a antiga capital do Imperador Yao e local de nascimento de Lao Zi, ela carrega uma profunda herança cultural da China.[parcial?]

## Administração
A cidade de Zhoukou, de nível de prefeitura, administra 2 distritos, 1 cidade de nível de condado e 7 condados.
- Distrito de Chuanhui (川汇区)
- Distrito de Huaiyang (淮阳区)
- Cidade de Xiangcheng (项城市)
- Condado de Shenqiu (沈丘县)
- Condado de Dancheng (郸城县)
- Condado de Luyi (鹿邑县)
- Condado de Taikang (太康县)
- Condado de Fugou (扶沟县)
- Condado de Xihua (西华县)
- Condado de Shangshui (商水县)

| Mapa |
| --- |
| Distrito de · Chuanhui Huaiyang Condado de · Fugou Condado de · Xihua Condado de · Shangshui Condado de · Shenqiu Condado de · Dancheng Condado de · Taikang Condado de · Luyi Xiangcheng · (cidade) |

## Clima
Zhoukou tem um clima temperado influenciado pelo clima de monções semiúmido, com pouco frio no inverno e muito calor e chuva no verão. Janeiro é o mês mais frio, com 1,8 °C, enquanto julho tem 27,3 °C, com uma temperatura média anual de 15,0 °C. O período de neve é de 146 dias e o de sol é de 219.
| Dados climatológicos para Zhoukou          | Dados climatológicos para Zhoukou | Dados climatológicos para Zhoukou | Dados climatológicos para Zhoukou | Dados climatológicos para Zhoukou | Dados climatológicos para Zhoukou | Dados climatológicos para Zhoukou | Dados climatológicos para Zhoukou | Dados climatológicos para Zhoukou | Dados climatológicos para Zhoukou | Dados climatológicos para Zhoukou | Dados climatológicos para Zhoukou | Dados climatológicos para Zhoukou | Dados climatológicos para Zhoukou |
| Mês                                        | Jan                               | Fev                               | Mar                               | Abr                               | Mai                               | Jun                               | Jul                               | Ago                               | Set                               | Out                               | Nov                               | Dez                               | Ano                               |
| ------------------------------------------ | --------------------------------- | --------------------------------- | --------------------------------- | --------------------------------- | --------------------------------- | --------------------------------- | --------------------------------- | --------------------------------- | --------------------------------- | --------------------------------- | --------------------------------- | --------------------------------- | --------------------------------- |
| Temperatura máxima recorde (°C)            | 19,5                              | 25,7                              | 33,5                              | 33,9                              | 38,5                              | 40,5                              | 40,5                              | 39,8                              | 37,8                              | 35,2                              | 28,0                              | 21,3                              | 40,5                              |
| Temperatura máxima média (°C)              | 6,5                               | 10,3                              | 15,8                              | 22,3                              | 27,7                              | 32,2                              | 32,8                              | 31,4                              | 27,8                              | 22,7                              | 15,1                              | 8,6                               | 21,1                              |
| Temperatura média alta (°C)                | 6,2                               | 9,1                               | 14,2                              | 21,0                              | 26,6                              | 31,0                              | 31,6                              | 30,1                              | 26,5                              | 21,3                              | 14,4                              | 7,9                               | 20,0                              |
| Temperatura média baixa (°C)               | −2,6                              | −0,5                              | 3,9                               | 9,8                               | 15,1                              | 20,1                              | 23,1                              | 21,8                              | 16,8                              | 10,4                              | 4,0                               | −1,2                              | 10,1                              |
| Temperatura mínima média (°C)              | 6,5                               | 6,4                               | 8,5                               | 10,9                              | 15,2                              | 18,8                              | 21,5                              | 21,7                              | 18,7                              | 15,2                              | 10,8                              | 7,8                               | 9                                 |
| Precipitação (mm)                          | 11,8                              | 16,1                              | 28,7                              | 31,7                              | 53,5                              | 71,2                              | 147,0                             | 94,9                              | 48,4                              | 33,1                              | 21,2                              | 14,1                              | 571,7                             |
| Fonte: China Meteorological Administration |                                   |                                   |                                   |                                   |                                   |                                   |                                   |                                   |                                   |                                   |                                   |                                   |                                   |

## História
O antigo sítio da cidade fundada em Pingliangtai (perto de Huaiyang) tem mais de 4.600 anos, sendo uma das cidades mais antigas da China. Segundo a lenda, Fu Xi, o primeiro dos Três Soberanos da China antiga, morreu na cidade. Durante o período da primavera e do outono, Chen foi a capital do estado de Zheng e depois foi anexada pelo reino de Chu. Por isso, a área era geralmente chamada de "Chen Chu" antigamente. Os líderes da primeira revolta camponesa chinesa estabeleceram o governo em Chen.
O nome da cidade "Zhoukou" é uma abreviação de "Zhoujiakou", que significa literalmente "balsa de Zhou". Localizada na intersecção do Rio Jialu e do Rio Shaying, começou a se desenvolver como um porto fluvial do Sistema de Transporte Aquático Interior da China no início da dinastia Ming. No final do século XVIII, duas cidades ao longo dos rios se fundiram em uma única cidade. Do porto, a carga podia ser enviada para o sul, para o Rio Yangtze, ou para o norte, para o Rio Amarelo. Entretanto, depois que a "proibição marítima" foi cancelada, o transporte marítimo começou a desempenhar um papel importante no comércio entre Jiangnan e o norte da China, o que diminuiu a utilidade das hidrovias interiores. O custo de manutenção dos canais dos rios continuou aumentando devido à elevação constante do leito do rio. O surgimento de ferrovias e estradas modernas no início do século XX levou a uma recessão no setor de transporte aquático nas proximidades. Finalmente, na década de 1970, uma barragem foi construída no Rio Shaying, cortando o último curso de água da cidade.

## Pessoas notáveis
- Lao Zi (filósofo e figura central do taoísmo )
- Yuan Shikai (político)
- Wei Rui (lutador de sanshou e kickboxer profissional)
- Zhang Zhilei (boxeador profissional peso-pesado)
- Xu Jiayin (empresário chinês e fundador do Evergrande Group)

## Cidades irmãs
- Petropavl, Cazaquistão do Norte, Cazaquistão
- Uberlândia, Minas Gerais, Brasil

## Ligações externos
- Secretaria Municipal de Cultura, Rádio, Televisão e Turismo de Zhoukou (Página Inicial em Chinês)
- Governo do Distrito de Chuanhui (Página Inicial em Chinês)
- Site do governo de Zhoukou (em chinês simplificado)